# La Gàrdia
La Gàrdia (italià: Guardia Piemontese) és un municipi d'Itàlia, a la província de Cosenza i a la regió de Calàbria. Limita amb els municipis d'Acquappesa, Cetraro, Fuscaldo, Mongrassano i Fagnano Castello.
El municipi té uns 1.867 habitants. Aquest municipi té la particularitat de ser l'única illa lingüística de llengua occitana del sud d'Itàlia. El municipi fou fundat per refugiats que fugien de les persecucions religioses de Bobbio Pellice, municipi de la província de Torí, a la zona coneguda com les Valls Occitanes. L'occità és llengua de la ciutat juntament amb l'italià. Anteriorment era coneguda com a Guardia Lombarde.

## Geografia
La capital de la ciutat, que s'eleva 514 metres sobre el nivell del mar a la costa de la mar Tirrena (a la província de Cosença), es coneix localment amb el nom de "el País".

## Història
Ja coneguda com l'Aldea de Fuscaldo, i posteriorment com Fiscalda Guardia, la Guardia i Valdi Guardia Lombarde, només en els darrers anys va prendre el nom actual, Guardia Piemontese. L'adjectiu piemontese deriva de l'origen vallencoccità de la població local, la qual a causa de la pobresa, la intolerància religiosa i la persecució a les seves terres de les Valls Occitanes, al Piemont, degué fugir a la recerca d'un lloc més segur i s'instal·laren a Calàbria, on fundaren la Gàrdia. Altres comunitats de vallencoccitans es van establir en alguns pobles veïns, a Ufuc de Montalt o Sant Sixt dels Vallencoccitans.
Els vallencoccitans van arribar a Calàbria entre el XII i segle xiii des del Piemont. El poble de la Gàrdia ha viscut sense conflictes durant dos o tres segles amb les comunitats catòliques. Després de la seva adhesió a la Reforma protestant, el papa Pius V va determinar que tant els vallencoccitans del Piemont com els de Calàbria havien de ser destruïts. Va provocar així una croada contra ells i els va exterminar.
La persecució religiosa es va fer en l'antiguitat, fins que a la vella Gàrdia (l'anomenat "País") amb la lluita i la violència i l'assassinat de la majoria de la població, incloent-hi dones i nens. Testimoni que la porta roman en la sang, anomenat així des de 5 juny 1561, a més dels noms dels carrers que recorden aquests fets històrics. Prova directa dels esdeveniments d'aquell sagnant juny de 1561 està continguda en tres cartes escrites per un resident de Montalt.
El barri antic de la Guàrdia: 
El centre històric està dividit en molts carrers; el paviment està format per un conjunt de pedres. Hi ha una torre mirador, fàcilment reconeixedora. Davant de la torreta es fan diverses actuacions.
L'idioma local: el gardiol: 
El gardiol és l'únic exemple de llengua occitana al sud d'Itàlia, i forma un enclavament semblant a l'Alguer en el cas català, però molt més allunyat de la regió geogràfica d'origen occità, que és essencialment el sud-est de França. Les altres àrees occitanòfones a Itàlia són algunes valls alpines del Piemont i Ligúria anomenades Valadas Occitanas (Valls Occitanes).

## Herència occitana
- Pòrta del sang: en record d'aquella massacre, una de les antigues portes d'accés a la ciutat fou reanomenada així.
- Pòrta amb espièlh: encara es conserva un exemplar del tipus de porta d'accés a les llars dels càtars. Dita pòrta amb espièlh, fou imposada per la Santa Inquisició després del juny del 1561. L'espiell només s'obria i es tancava des de l'exterior i permetia als frares dominicans, congregats a la Gàrdia al segle xvii, vigilar la vida privada dels antics heretges que havien escapat de la matança i que havien estat convertits al catolicisme per la força.
- La "setmana occitana": cada mes d'agost, aquesta setmana organitzada per les administracions comunals de la Gàrdia i de la província de Cosença dedica una sèrie d'espectacles i conferències al seu patrimoni lingüístic i cultural occità.
- La "primavera occitana": cada mes d'abril, s'organitzen diverses manifestacions culturals en el marc d'intercanvis amb escoles de la regió del Piemont.

## Altres monuments d'interès
- Musèu de la Civiltat Contadina: reconstitució d'una casa tradicional.
- Glèisa de Sant Andrièu: dedicada a Sant Andreu, patró de la Gàrdia.
- Palau Espinèlhi
- Glèisa del Sant Rosari
- Tòrre de la Gàrdia

## Agermanaments
- Occitània: la Torre de Pèlis (Vall Pèlis)

## Administració
| Període   | Identitat       | Partit         |
| --------- | --------------- | -------------- |
| 2007-2010 | Gaetano Cistaro | Centreesquerra |